# برزوی
بُرزوی، در شاهنامه نام پزشکی کارآزموده و فرزانه‌است، که برای یافتن گیاهی که مُردگان را زنده می‌کند، به هندوستان رفت. پس از تجسُس بسیار پیری او را از کتاب کلیله و دمنه آگاه ساخت و به او گفت که این کتاب، نزد شاه هند است و کتابیست که با خواندن آن، خِرَد خفتهٔ آدمی بیدار خواهد گشت.
سرانجام شاه هند، کتاب کلیله و دمنه را، تنها برای زمانی محدود به برزوی سپُرد و با او شرط کرد که هرگز از این کتاب رونوشتی برنگیرد. برزوی بر عهد خویش استوار ماند، امّا نوشته‌های کتاب را پس از خواندن به ذهن می‌سپُرد و شب هنگام، چون کتاب را به شاه هند بازمی گرداند، آنچه از مطالب کتاب در ذهن داشت، باز می‌نوشت و به ایران می‌فرستاد.
عاقبت روزی راز برزوی آشکار گردید و همگان حافظهٔ بسیار او را ستودند و شاه ایران (احتمالاً کسری انوشیروان)، به پاس کوشش او فرمان داد تا نام و داستان این پزشک را، در دیباچه (مقدمهٔ) کلیله و دمنه بنگارند.
گرچه برخی از بخش‌های ماجرای برزوی در شاهنامه، تا حدی به افسانه می‌ماند، امّا کمتر کسی در انطباق این شخصیت شاهنامه‌ای با برزویه پزشک، طبیب دانشمند بارگاه خسرو انوشیروان تردید دارد.
حکیم فردوسی در شاهنامه از این پزشک فرزانه چنین یاد کرده‌است:
| پزشک سراینده برزوی بود |  | به نیرو رسیده، سخنگوی بود |